# Floyd Landis
Floyd Landis (født 14. oktober 1975) er en tidligere amerikansk cykelrytter (professionel 1999-2010). Han var stærk i tidskørsler såvel som ved bjergkørsel. Han afsluttede sin ansættelse som hjælperytter på U.S. Postal Service-holdet med, den senere dopingdømte, Lance Armstrong i 2004, og blev derefter kaptajn fra 2005 for det dopingramte Phonak Hearing Systems-hold.
Han vandt Tour de France 2006, men en dopinganalyse efter 17. etape (offentliggjort 27. juli 2006) fandt et testosteronniveau over det dobbelte af grænseværdien. Analyserne viste ydermere, at der var tale som syntetisk testosteron.
Lørdag, den 5. august 2006 viste undersøgelser af B-prøven samme resultat og det internationale cykelforbund, UCI, bad derfor det amerikanske cykelforbund, USA Cycling Federation, om at indlede en disciplinærsag. Dette medførte en toårig dopingkarantæne.
Landis' fratagne Tour-sejr i 2006 blev i stedet tildelt spanske Oscar Pereiro.